# Венсан-Лапуант, Лоренс
Лоренс Венсан-Лапуант (фр. Laurence Vincent-Lapointe, 27 мая 1992 года, Труа-Ривьер, Квебек, Квебек) — канадская гребчиха-каноистка, одиннадцатикратная чемпионка мира, победительница Панамериканских игр.

## Биография
Лоренс Венсан-Лапуант родилась 27 мая 1992 года в канадском городе Труа-Ривьер, провинция Квебек. Она пришла в греблю в 12 лет по совету друзей. Лоренс — выпускница бакалавриата Монреальского университета по специальности «Медико-биологическая наука», а в будущем она планирует связать свою жизнь с медициной.
Карьера Лоренс началась блестяще: в 18 лет на чемпионате мира юная канадка выиграла золотые медали в каноэ-одиночке на дистанции 200 метров и в двойках на дистанции 500 метров, которая была выставочной, но через год вошла в официальную программу. Через год канадская каноистка защитила титулы. В 2012 году, как и в 2016, Лоренс не участвовала на Олимпийских играх, потому что на тот момент в программе Олимпиад соревнования в женском каноэ не проводились.
В 2013 году канадка снова защитила свои титулы чемпионки мира, а в 2014 году Лоренс осталась непобедимой в соревнованиях на 200 метров среди одиночных экипажей. К медалям мировых чемпионатов в 2015 году Венсан-Лапуант добавила звание победительницы Панамериканских игр.
В 2017 году Международная федерация каноэ объявила о дебюте соревнований каноисток на Олимпийских играх в Токио, поэтому у Лоренс появился шанс участвовать на самых престижных соревнованиях мира. На чемпионате мира того же года она выиграла золотые медали в олимпийских дисциплинах с неофициальными мировыми рекордами (одиночки 200 метров и двойки 500 метров), а через год стала одиннадцатикратной чемпионкой мира, защитив два прошлогодних титула и добавив к ним победу на дистанции 5000 метров среди одиночных экипажей.
19 августа 2019 года Международная федерация каноэ (ICF) объявила о временном отстранении канадки от соревнований из-за положительной допинг-пробы.
На Олимпийских играх 2020 года в Токио завоевала серебро, уступив 19-летней американке Невин Харрисон.